# Mori (storia)

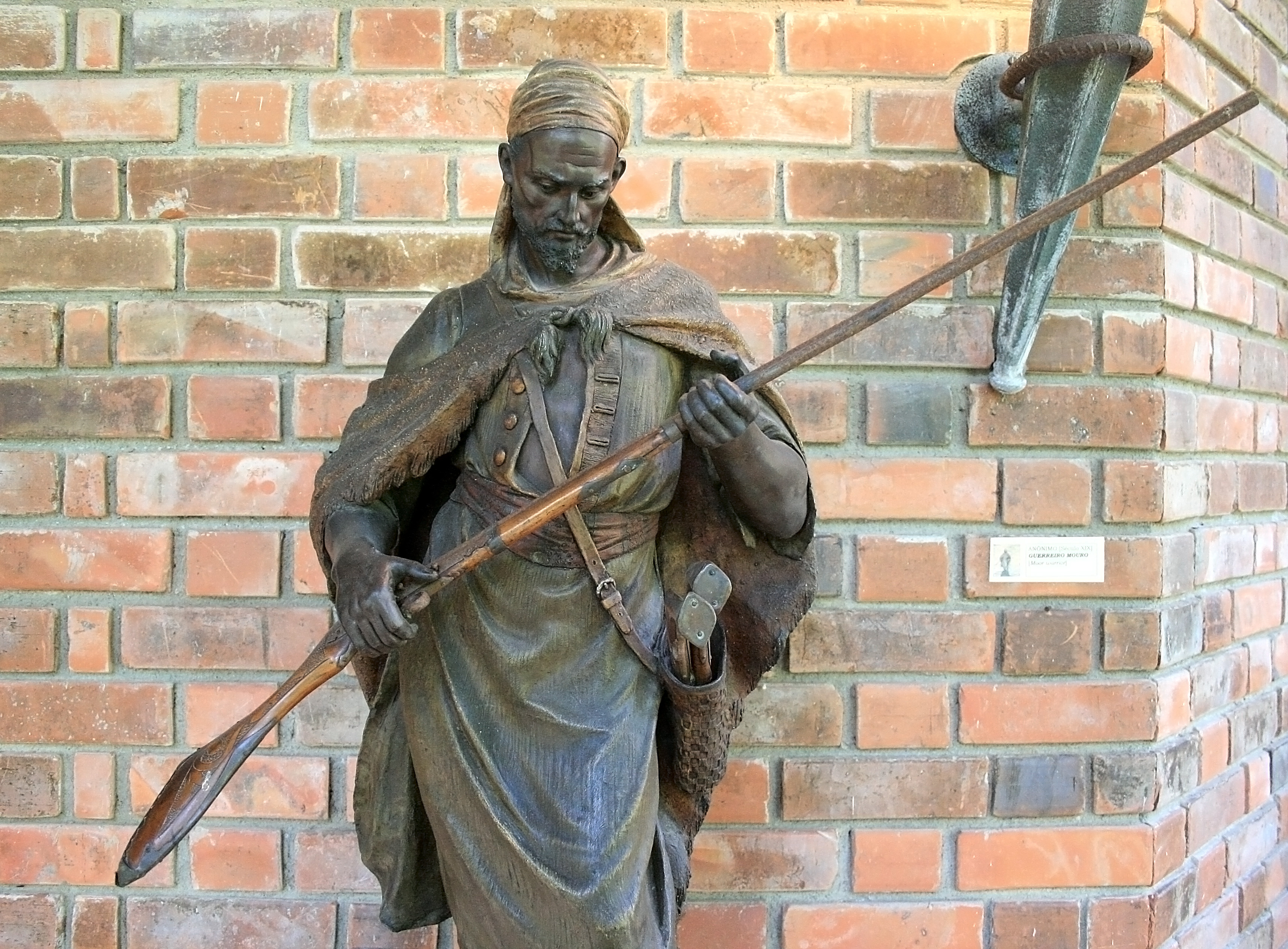
Guerriero moro, opera di scultore anonimo (XIX secolo), Instituto Ricardo Brennand, Recife (Brasile).

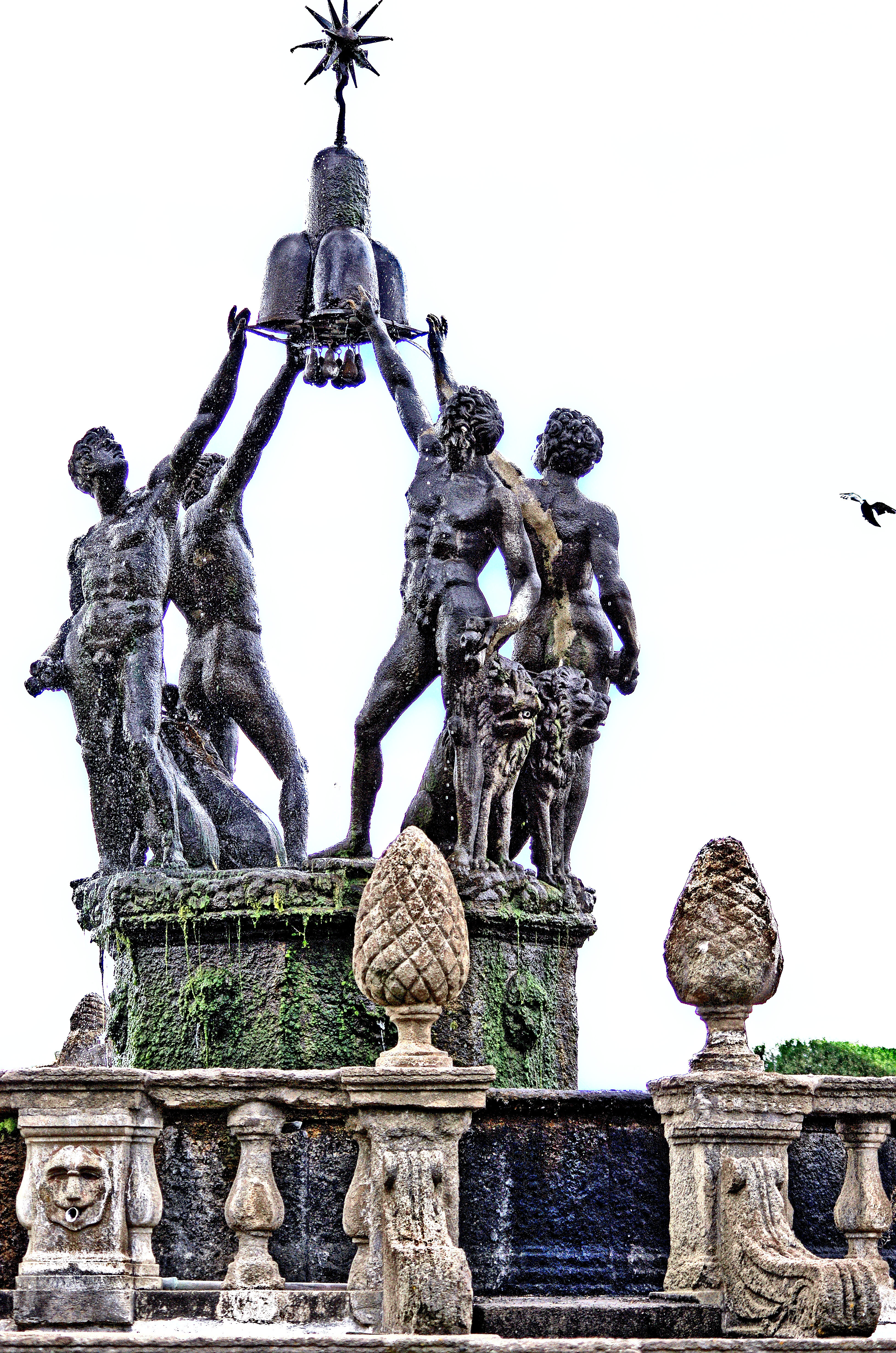
I quattro Mori per il colore della pelle di Villa Lante, a Bagnaia (VT).

Il termine moro o moresco è usato in contesto non-islamico per indicare i musulmani del Maghreb, della penisola iberica (al-Andalus) e della Sicilia (Emirato di Sicilia), denotando specialmente i berberi e arabi.
Il termine fu coniato dal tardo latino Mōrus, che proviene da Maurus, "Mauro", "abitante della Mauretania", dal fenicio mahurin che significa popolazioni dell'occidente.
Infatti la massima parte dei musulmani non iberici nella relativa penisola erano Arabi e Berberi provenienti dalla regione della Mauretania. Il termine Mori o Mauri è stato a lungo usato per indicare i maghrebini in contrapposizione a Europei e Turchi, prima che prendesse piede l'uso improprio, diffuso soprattutto a partire dall'epoca di Napoleone III, di chiamare indistintamente Arabi tutti i maghrebini musulmani.
Il termine "Moro" è a lungo servito all'epoca a tracciare una netta linea demarcativa non solo religiosa ma anche etnica fra gli abitanti cristiani dell'Europa e i musulmani.
Semanticamente, in un'epoca di più puntuale precisione scientifica (quindi anche lessicografica), il termine ha finito con l'acquisire un'accezione sostanzialmente denigratoria.
Secondo Mario Alinei, esistendo diversi toponimi in ambito celtico, dall'Atlantico al mar Mediterraneo, il termine potrebbe derivare o essersi incrociato con l'originale dei galiziani mouras (mora), mouros (moro), termini, indicanti i megaliti, connessi a una radice celtica *mrvos che significa "morto, essere soprannaturale, gigante".

## Sinonimi
Nella storia si sono usati vari sinonimi del termine:
- Arabi: si rifanno alla componente etnica originaria delle popolazioni beduine dell'Arabia tra le quali nacque la fede islamica. In seguito venne allargato a tutte le popolazioni che parlano la lingua araba.
- Musulmani: dall'arabo muslim (pl. muslimūn / īn), ossia "sottomesso" (ad Allah).
- Maomettani: seguaci di Maometto.
- Islamici: aggettivo relativo al termine Islam, usato per indicare i militanti dei movimenti fondamentalisti islamici.
- Saraceni: forse derivante dal nome di una tribù sinaitica o, più improbabilmente, dal termine arabo sharqiyyūn (orientali).
- Agareni: termine coniato in ambiente cristiano per indicare i musulmani, giustificato dall'intenzione di correggere il termine "saraceno" (inteso come discendenti di Abramo e Sara, quindi relativo agli Ebrei), sostituendolo con il più appropriato "Agareni" (nel senso di discendenti di Abramo e Agar, secondo la narrazione biblica di Abramo contenuta nel primo libro della Genesi).